# Ī̂
Ī̂ (minuscule : ī̂), appelé I macron accent circonflexe, est une lettre latine utilisée dans l’écriture du kaska.
Il s’agit de la lettre I diacritée d’un macron et d’un accent circonflexe.

## Représentations informatiques
Le I macron accent circonflexe peut être représenté avec les caractères Unicode suivants : 
- composé et normalisé NFC (latin étendu A, diacritiques) :

| formes    | représentations | chaînes de caractères | points de code | descriptions                                                    |
| --------- | --------------- | --------------------- | -------------- | --------------------------------------------------------------- |
| capitale  | Ī̂               | Ī◌̂                    | U+012A U+0302  | lettre majuscule latine i macron diacritique accent circonflexe |
| minuscule | ī̂               | ī◌̂                    | U+012B U+0302  | lettre minuscule latine i macron diacritique accent circonflexe |

- décomposé et normalisé NFD (latin de base, diacritiques) :

| formes    | représentations | chaînes de caractères | points de code       | descriptions                                                                |
| --------- | --------------- | --------------------- | -------------------- | --------------------------------------------------------------------------- |
| capitale  | Ī̂               | I◌̄◌̂                   | U+0049 U+0304 U+0302 | lettre majuscule latine i diacritique macron diacritique accent circonflexe |
| minuscule | ī̂               | i◌̄◌̂                   | U+0069 U+0304 U+0302 | lettre minuscule latine i diacritique macron diacritique accent circonflexe |

## Sources
- Kaska, Yukon Native Language Centre.